# SS Californian

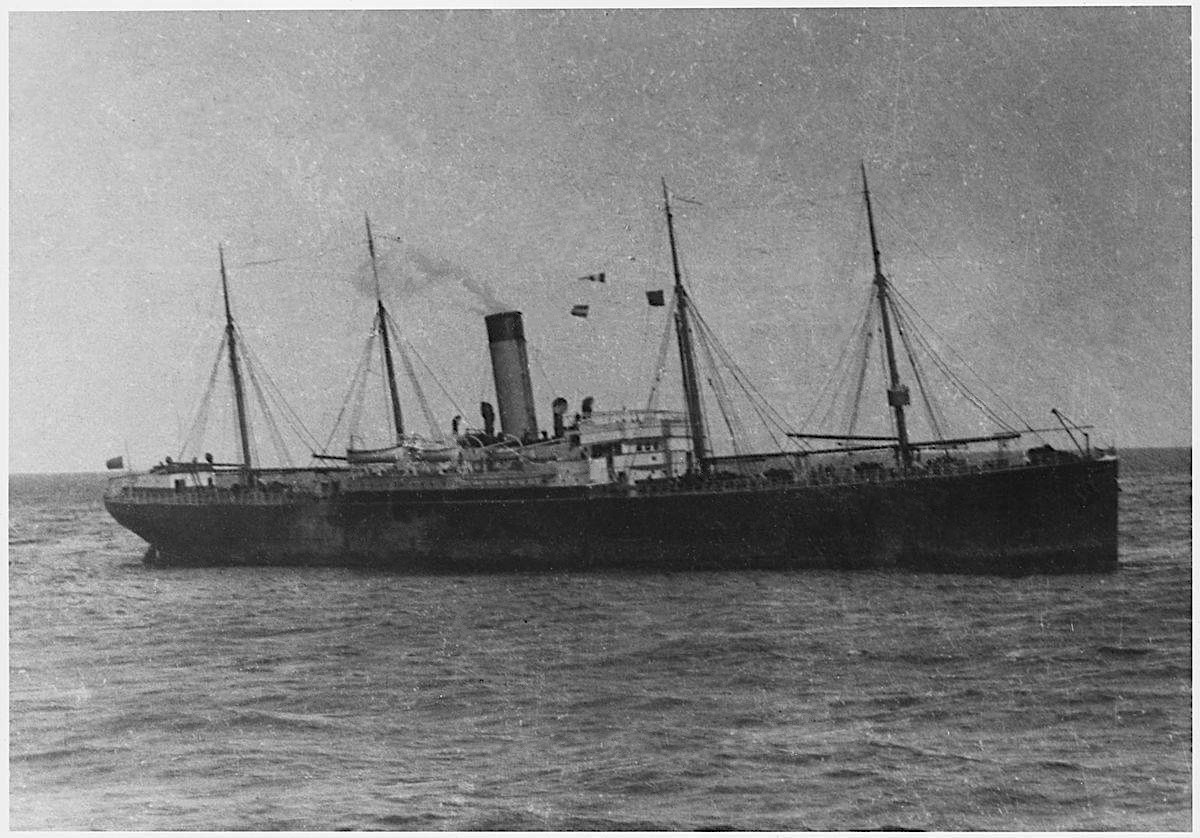
SS Californian.

SS Californian var ett brittiskt ångfartyg som ägdes av rederiet Leyland Line, sjösattes i november 1901 och kom i trafik 1902. Fartyget byggdes av Caledon Shipbuilding & Engineering Company i Dundee, Skottland. Det var främst ett fraktfartyg, men kunde även ta en mindre mängd passagerare. Hon gick i trafik över Atlanten. Californian slutade sina dagar på botten av Medelhavet. Hon torpederades av en tysk ubåt under första världskriget 1915 sydväst om Matapan i Grekland. Vraket har inte lokaliserats.
Californian är numera främst känd för den kontrovers som uppstod i samband med förlisningen av RMS Titanic 1912. Under kvällen den 14 april 1912 befann sig Californian söder om Newfoundlandsbankarna och hade stannat för natten, omringad av isberg. Dess radiotelegrafist Cyril Evans sände då ut varningar om is till Titanic, som han visste befann sig relativt nära, och som han varnat tidigare. Titanics telegrafist Jack Phillips var vid tillfället fullt sysselsatt med att telegrafera Cape Race i Kanada, och snäste bryskt av Evans som störde signalerna. Ungefär 23.30 stängde Evans av sin mottagare för att gå till sängs.
Bara tio minuter senare kolliderade Titanic med ett isberg och började snart sända ut nödanrop. På Californian observerade personer i besättningen vita raketer från ett fartyg som tycktes befinna sig söderut vid horisonten. Dess kapten Stanley Lord låg till sängs och meddelades om detta. Eftersom nödraketer skall vara röda och skjutas upp i intervaller på en minut agerade han inte på något sätt, men bad besättningen hålla fortsatt uppsikt och pröva signalera med morselampa. Besättningsmän noterade att belysningen på fartyget vid horisonten lutade på ett märkligt sätt och vid tvåtiden på natten började det försvinna.
På Titanic hade dess utkik Frederick Fleet noterat ett fartyg vid horisonten, och fjärde styrman Joseph Boxhall hade gjort fruktlösa försök att kontakta det med morselampa. Åtminstone en av livbåtarna som sattes i havet instruerades också att ro mot det mystiska skeppet.
Inte förrän klockan 5:30 på morgonen den 15 april blev man helt klar med vad som inträffat, men när man nådde fram till platsen kring förlisningen hade redan RMS Carpathia med befälhavaren kapten Arthur Rostron plockat upp nästan alla kvarvarande överlevande.
Stanley Lord fick sedan svidande kritik för sitt agerande och flera instanser menade att liv kunnat räddas om han agerat annorlunda.